# 김종덕 (지휘자)
김종덕(金種德, 1945년 10월 3일 - )은 대한민국의 지휘자 겸 오보이스트이다. 전라북도 전주시에서 태어났고, 서울대학교 음악대학에서 오보에를 전공했다. 재학 중 동아음악콩쿨에 참가해 1등상을 수상했으며, 1969년 졸업 직후 서울 시립 교향악단의 수석 오보이스트가 되었다. 1970년대 후반에 미국과 네덜란드에 유학, 템플 대학교와 로테르담 음악원에서 오보에와 실내악을 전공했다.
귀국 후 코리안 심포니 오케스트라의 수석 오보이스트로 활동했고, 서울대학교와 이화여자대학교, 연세대학교 등에 출강했다. 1980년대 후반부터는 취주악단을 중심으로 지휘 활동도 시작했고, 1993년에는 서울시 청소년 교향악단(현 서울시 유스 오케스트라)의 단장 겸 음악 감독으로 취임해 영상 음악회의 도입과 일본 초청 연주회로 호평을 받았다.
1998년 한국 음악 협회 주최의 한국 음악상을 수상했고, 2003년에는 충남 교향악단의 상임 지휘자로 임명되어 현재까지 재직 중이다.
| 전임 박은성 1984-1993 | 서울시 유스 오케스트라 단장 겸 상임 지휘자 1993-1999 | 후임 장윤성 1999-2000 |